# 大衛·喬伊斯
大衛·喬伊斯（英語：David Joyce；1957年3月17日—）是美国的一位政治人物。自2013年開始，他擔任俄亥俄州第14選舉區的聯邦眾議員。他的黨籍是共和黨。他在2014年的選舉中首次當選。

## 外部連結
- C-SPAN內的頁面（英文）